# Luis Alberto Brause
Luis Alberto Brause (Canelones, 1907 - Montevideo, 1965) fou un polític uruguaià, pertanyent al Partit Colorado.
Graduat com a advocat i notari, va militar des de jove al moviment conegut com a batllisme. Va obtenir ja el 1932 una banca de diputat, la qual va ocupar fins al cop d'estat de Gabriel Terra Leivas, l'any següent.
Durant les eleccions de 1942 va tornar a obtenir un escó a la Cambra Baixa, i quatre anys després va ser elegit senador. El 1947 va ser nomenat ministre de Ramaderia i Agricultura, càrrec que va ocupar fins al 1949, quan va assumir la seva banca al Senat (i és substituït per Carlos Fischer). El 1951 va ser novament nomenat per a la cartera de Ramaderia i Agricultura.
Un any després, el Parlament el va escollir per a integrar el primer Consell Nacional de Govern, el qual va completar els tres anys que li restaven de mandat a Andrés Martínez Trueba, fins al febrer de 1955. Durant les eleccions de 1954, Brause va ser elegit novament senador. Va reconquerir la seva banca en els comicis de 1958 i 1962, integrant el cos fins a la seva mort.